# Прондницький хліб

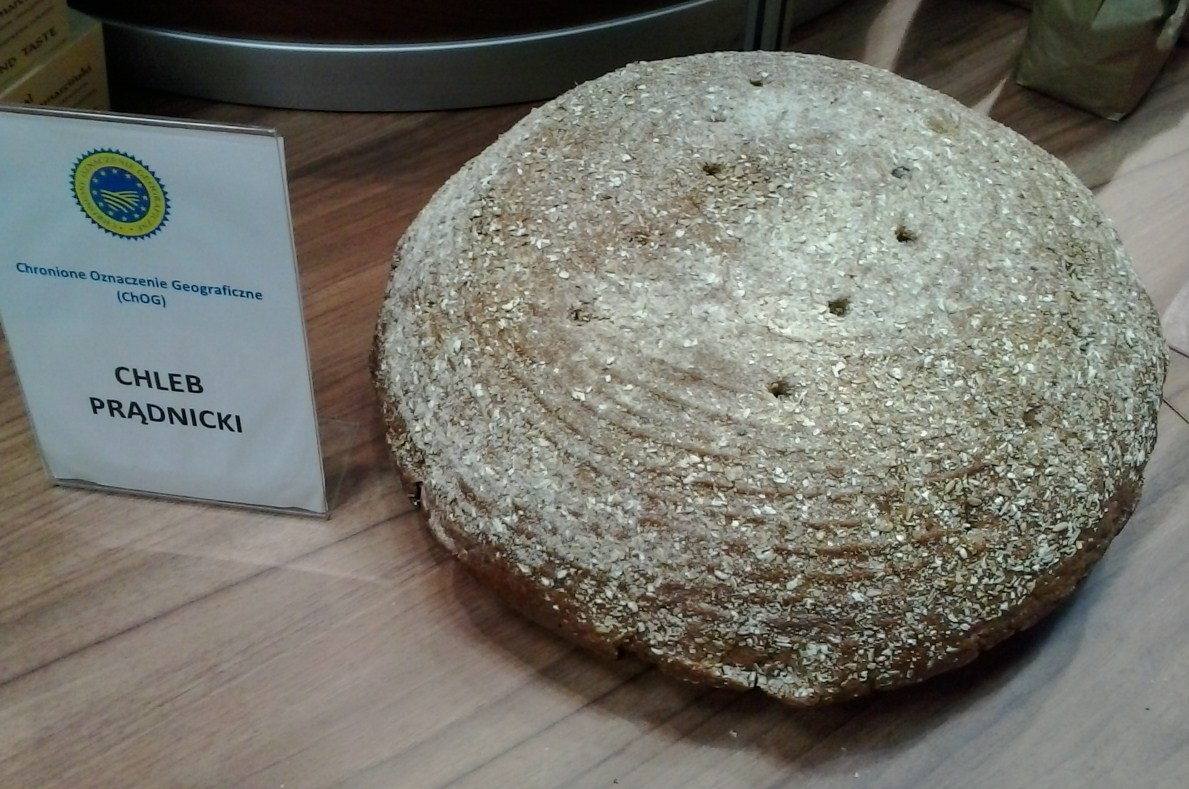
Прондницький хліб

Прондницький хліб — традиційний житній хліб, вироблений у Кракові. Випускається у вигляді великих (до 14 кг) буханок. Є продуктом із захищеним географічним зазначенням в Європейському Союзі. 

## Характеристика
Прондницький хліб — це темний хліб, виготовлений із стиглого житнього квасу. Випускається у двох формах: овальній та круглій. Овальна буханка має вагу 4,5 або 14 кг і розмір 60-65 або 95-100 см відповідно. Круглий батон важить 4,5 кг і має діаметр 45-50 см. Хліб темний і покритий житніми висівками. Його виготовляють з житнього і пшеничного борошна, вареної картоплі, житніх висівок і свіжих дріжджів. 
Цей хліб залишається свіжим до двох тижнів. Його особливістю є дозрівання після випікання — повний аромат досягається на наступний день після випікання. 

## Історія

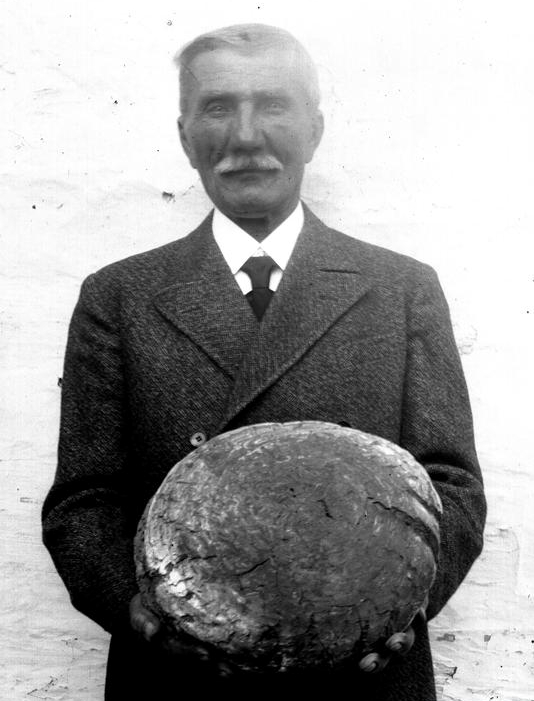
Пйотр Клузек, довоєнний війт Прондника Білого з хлібом

Прондницький хліб вироблявся в селах над річкою Прондник — Прондник Червоний та Прондник Білий — з XIV століття. За старих часів річку використовували для роботи водяних млинів. Найдавніший документ, в якому згадується прондницький хліб — це акт про присвоєння з 1421 року, в якому краківський єпископ Альберт дає своєму кухарю два паї землі на Пронднику та зобов’язує його випікати хліб для використання єпископа. 
Привілей короля Яна Ольбрахта від 26 травня 1496 року давав пекарям з Прондника (серед іншого) право продавати хліб у Кракові раз на тиждень під час роботи ринку, що проводився у вівторок. Краківські пекарі мали обмежені продажі та виробництво хліба; вони отримали повні комерційні права лише в 1785 році. Села Прондник Червоний та Білий були включені до Кракова 1 квітня 1910 року. 
До початку ХХ століття прондницький хліб був дуже популярним, але в часи Польської Народної Республіки його виробництво було майже припинено. На той час придбати його можна було лише на ринку на Клепажу. Виробництво відновилося після 1989 року. У 2004 році прондницький хліб був нагороджений у конкурсі «Малопольський смак», тоді як у 2005 році його виробник отримав номінацію маршала Малопольського воєводства на звання «Польський виробник продуктів харчування 2005». У липні 2010 року прондницький хліб був доданий до  категорії продуктів із захищеним географічним зазначенням (що є формою захисту походження та якості продукції Європейського Союзу), до якої Європейська Комісія додала його у березні 2011 року. 